# Jorge Guilherme da Grã-Bretanha
Jorge Guilherme da Grã-Bretanha (13 de novembro de 1717 - 17 de fevereiro de 1718) foi um membro infante da família real britânica, filho do rei Jorge II e da princesa Carolina de Ansbach que, na altura do seu nascimento, eram ainda príncipes de Gales. Jorge morreu aos três meses e quatro dias de idade.

## Vida
O príncipe Jorge Guilherme nasceu no Palácio de St. James, em Londres. O seu pai era o príncipe Jorge de Gales, filho do rei Jorge I da Grã-Bretanha. A sua mãe era a princesa Carolina de Ansbach, filha do marquês João Frederico de Brandemburgo-Ansbach. Vinte-e-seis dias depois de nascer, Jorge foi batizado no Palácio de St. James pelo bispo de Londres, John Robinson. Os seus padrinhos foram o seu avô, o rei, o duque de Newcastle e a duquesa de St. Albans.
O seu batismo foi o acontecimento que catalisou uma zanga na família. Os pais do bebé queriam chamá-lo Luís e sugeriram escolher a rainha da Prússia e o duque de Iorque para padrinhos. O rei escolheu os nomes Jorge Guilherme, e, supostamente seguindo o costume, escolheu o seu Lord Chamberlain, o duque de Newcastle, para ser um dos padrinhos da criança. O rei ficou enfurecido quando o príncipe de Gales, que não gostava de Newcastle, insultou verbalmente o duque durante o baptismo, algo que Newcastle percebeu mal como sendo um convite para um duelo. O príncipe levantou o punho a Newcastle e disse: "O senhor é um velhaco, mas eu hei de descobri-lo!", algo que o duque entendeu como "Hei de lutar consigo!" O príncipe de Gales foi banido da corte, mudando-se para Leicester House com a esposa enquanto os filhos ficaram sob os cuidados do rei. Carolina adoeceu de preocupação e desmaiou durante uma visita secreta aos seus filhos, realizada sem a permissão do rei. Em Janeiro, o rei tinha cedido e permitiu que Carolina visitasse os filhos sem restrições. Em fevereiro, o príncipe Jorge Guilherme adoeceu e o rei permitiu que tanto Jorge Augusto como Carolina o visitassem no Palácio de Kensington sem restrições. Quando a criança morreu, foi realizada uma autópsia para provar que a sua causa de morte tinha sido uma doença (um pólipo no coração) e não a separação da mãe.
O jovem príncipe morreu pouco depois de completar três meses de idade, muito antes de o seu pai subir ao trono como Jorge II. Os seus pais culparam Jorge I pela sua morte, por este os ter forçado a deixar o Palácio de St. James sem os filhos. Apesar de o rei não ter sido directamente culpado pela morte do bebé, esta tragédia serviu para piorar ainda mais a relação entre o seu avô e os pais.